# Sankt Urban am Ossiacher See
Sankt Urban am Ossiacher See ist ein Ortsteil der Gemeinde Steindorf mit 35 Einwohnern (Stand: 1. Jänner 2015) im Bezirk Feldkirchen in Kärnten, Österreich.

## Geographische Lage
St. Urban liegt am Nordufer des Ossiacher Sees.

## Infrastruktur

### Verkehr
St. Urban liegt an der Ossiacher Straße, außerdem hat der Ort die S-Bahn-Haltestelle St. Urban am Ossiacher See und die Buslinie 5177 nach Feldkirchen und Villach fährt die Haltestelle St. Urban am Ossiacher See Urbaniwirt an.